# 297-й миномётный полк
297-й армейский миномётный Печенгский Краснознамённый полк — воинская часть Вооружённых сил СССР в Великой Отечественной войне.

## История
Сформирован 31 января 1943 года путём переименования 2-го миномётного полка в составе 14-й армии.
В составе действующей армии с 31 января 1943 года по 23 ноября 1944 года. Являлся армейским миномётным полком 14-й армии.
С 7 октября 1944 года принимает участие в Петсамо-Киркенесской операции, отличился при взятии Петсамо. В ноябре 1944 года выведен в резерв, 27 января 1945 года за отличия в боях преобразован в 297-й гвардейский миномётный полк.

## Подчинение
| Дата            | Фронт (округ)     | Армия      | Корпус | Дивизия | Бригада | Примечания |
| --------------- | ----------------- | ---------- | ------ | ------- | ------- | ---------- |
| 01.02.1944 года | Карельский фронт  | 14-я армия | -      | -       | -       | -          |
| 01.03.1944 года | Карельский фронт  | 14-я армия | -      | -       | -       | -          |
| 01.04.1944 года | Карельский фронт  | 14-я армия | -      | -       | -       | -          |
| 01.05.1944 года | Карельский фронт  | 14-я армия | -      | -       | -       | -          |
| 01.06.1944 года | Карельский фронт  | 14-я армия | -      | -       | -       | -          |
| 01.07.1944 года | Карельский фронт  | 14-я армия | -      | -       | -       | -          |
| 01.08.1944 года | Карельский фронт  | 14-я армия | -      | -       | -       | -          |
| 01.09.1944 года | Карельский фронт  | 14-я армия | -      | -       | -       | -          |
| 01.10.1944 года | Карельский фронт  | 14-я армия | -      | -       | -       | -          |
| 01.11.1944 года | Карельский фронт  | 14-я армия | -      | -       | -       | -          |
| 01.12.1944 года | Резерв Ставки ВГК | 19-я армия | -      | -       | -       | -          |
| 01.01.1945 года | Резерв Ставки ВГК | 19-я армия | -      | -       | -       | -          |

## Командиры
- подполковник Шапиро Юрий Семёнович

## Начальники штаба
- майор Бухбиндер Вениамин Яковлевич[1]

## Награды и наименования
| Награда                            | Дата                                           | За что получена |
| ---------------------------------- | ---------------------------------------------- | --- |
| Почётное наименование «Печенгский» | Приказ ВГК № 0354 от 31.10.1944 года           | за образцовое выполнение заданий командования в боях с немецкими захватчиками, за овладение городом Петсамо (Печенга) и проявленные при этом доблесть и мужество             |
| Орден Красного Знамени             | Указ Президиума ВС СССР от 14 ноября 1944 года | За образцовое выполнение заданий командования в боях с немецкими захватчиками, за овладение района Никель, Ахмалахти, Сальмиярви и проявленные при этом доблесть и мужество. |